# Croix de la vaillance (Canada)
La Croix de la vaillance est décernée exclusivement en reconnaissance « d'actes de courage remarquable dans des situations extrêmement périlleuses ». Elle peut être décernée à titre posthume. Tous les citoyens canadiens, tant civils que membres des Forces canadiennes, y sont admissibles. La croix peut aussi être décernée à des citoyens étrangers en reconnaissance d'un acte de bravoure accompli au Canada ou à l'extérieur du Canada, mais méritant d'être reconnu en tant qu'acte dans l'intérêt du Canada.

## Description
La médaille est une croix de Saint-Louis d'or émaillée rouge et bordée d'or. L'avers de la médaille est chargé en son centre d'une feuille d'érable en or entourée d'une couronne de lauriers également d'or. Le revers de la médaille porte le chiffre royal sommé de la couronne royale sur la branche supérieure de la croix. Les mots « VALOUR VAILLANCE » sont inscrits au-dessous du chiffre le long de la bordure supérieure de la traverse. Le nom du récipiendaire et la date des événements sont gravés sous ces deux mots. La médaille est montée sur un ruban porté autour du cou par les hommes et suspendu à une broche sur l'épaule droite par les femmes. Ce ruban est enfilé dans un gros anneau doré relié à la croix par un anneau plus petit fixé à l'œillet situé au sommet de la branche supérieure. Le ruban a une couleur cramoisi clair et fait 1,5 pouce de large. En tenue de soirée, les récipiendaires portent une croix miniature sur le ruban. Une barrette sous la forme d'une feuille d'érable d'or est porté sur le plus gros des anneaux de la monture en reconnaissance d'un acte de bravoure subséquent qui aurait justifié l'attribution de la Croix. La première barrette a été décernée en 1993.

## Histoire
La Croix a été créée le 1er mai 1972 pour remplacer la Médaille du Courage de l'Ordre du Canada. Elle a été décernée pour la première fois le 20 juillet de la même année.

## Récipiendaires
Seulement 20 personnes ont reçu cette décoration. Les personnes décorées de la Croix de la vaillance peuvent faire porter les lettres post-nominales C.V.